# Leporinus lacustris
Leporinus lacustris, denominada popularmente boga o boguita, es una especie del género de peces characiformes de agua dulce Leporinus, de la familia de los anostómidos. Habita en aguas cálidas o templado-cálidas del centro de América del Sur. Su longitud total ronda los 20 cm. Fue descrita originalmente en el año 1945 por Antonio Amaral Campos. La localidad tipo es: «Pirassununga, São Paulo, Brasil». 

## Distribución
Esta especie se encuentra en ríos de aguas tropicales y subtropicales de América del Sur, llegando por el sur hasta la cuenca del Plata, en Brasil, Paraguay y el noreste de la Argentina, en las provincias de Chaco y Corrientes.